# バーバラ・ルイス

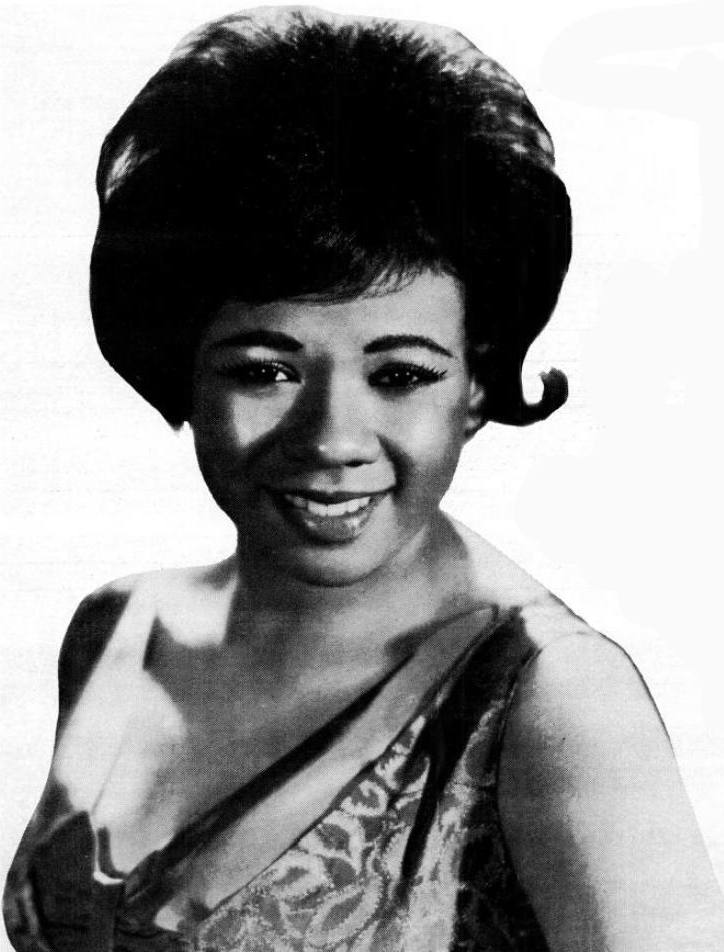
1966年のバーバラ。

バーバラ・ルイス（Barbara Lewis、1943年2月9日 - ）はアメリカ合衆国の歌手・ソングライター。 

## キャリア

ミシガン州

ミシガン州のアナーバーにほど近いセイラムに生まれた。
アナーバーのラジオ局WHRV（現WAAM）の黒人DJ、オリー・マクローリンのもとで、ティーンで曲を書き、録音していた。最初のシングルは1962年のアップテンポ曲「My Heart Went Do Dat Da」で、ミシガン州デトロイトでローカル・ヒットになった。デビューLPの曲はすべて自作で、そこから、ハモンド・オルガンを使った「ハロー・ストレンジャー」がポップで3位、R&Bチャートで1位となった。
つづいて「Straighten Up Your Heart」が43位、自作の「Puppy Love」が38位となり、バート・バーンズ制作の「ベイビー・アイム・ユアーズ」（ヴァン・マッコイ作）が11位でミリオン・セラーとなる。バーンズは次の「Make Me Your Baby」(U.S. #11、元はピクシーズ・スリーが録音）、最後のトップ40ヒット「Make Me Belong to You」(1966年に28位、チップ・テイラーとビリー・ヴェラ作）もプロデュースした。
1960年代末にスタックス・レコードからアルバムを発表した。

## 影響

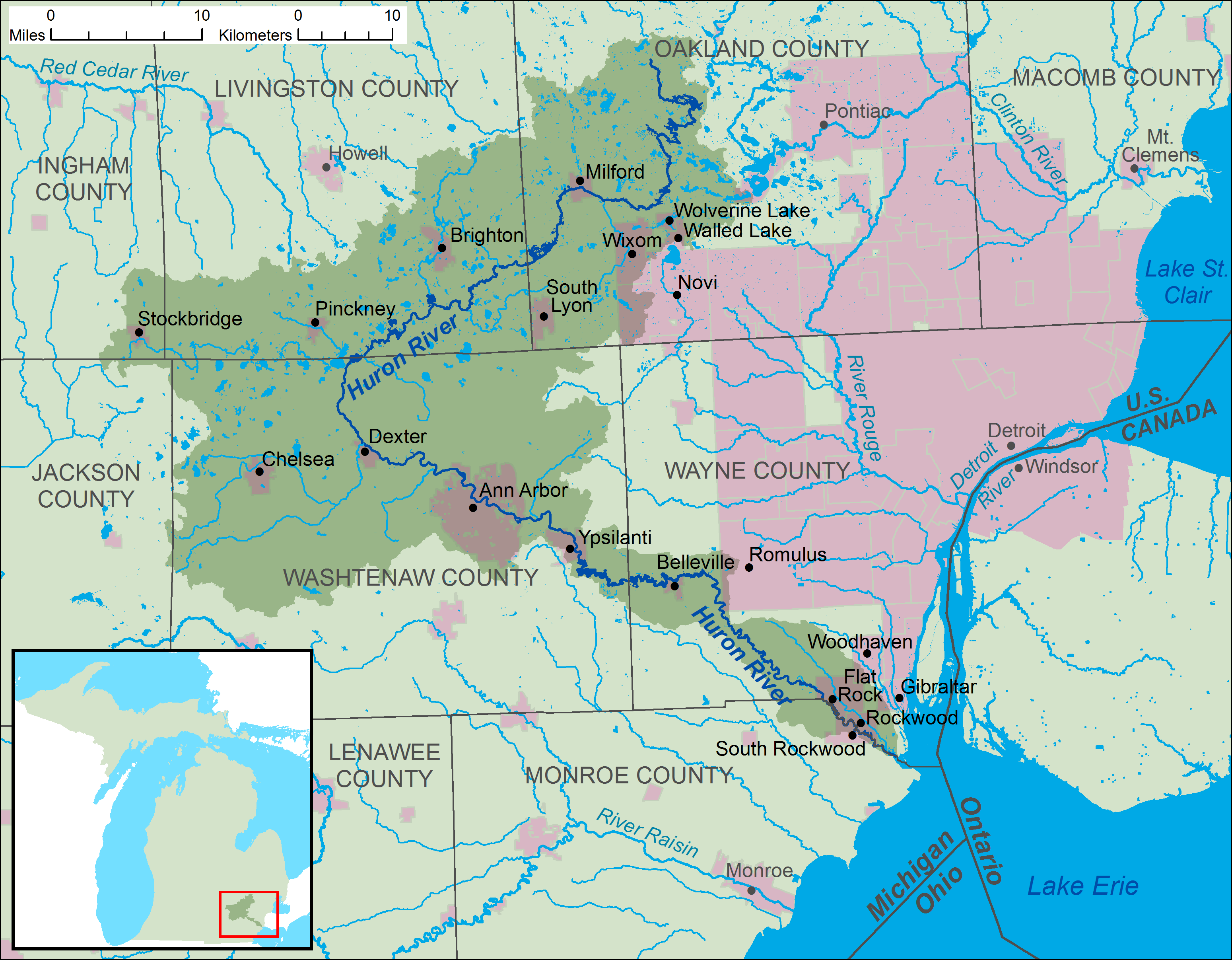
緑色の中の桃色がアナーバー

「ハロー・ストレンジャー」は1966年にキャピトルズがカバーし、1973年にFire & Rainが地域ヒットにした。その他、 
- 1977年にはイヴォンヌ・エリマンのバージョンがアメリカで15位、イギリスで26位となる。
- 1985年のキャリー・ルーカスのカバーはR&Bチャートで20位。
- 2004年に クイーン・ラティファがアルバム『The Dana Owens Album』でカバーした。

カナダではスザンヌ・スティーヴンズの1975年の"Make Me Your Baby"のディスコ・バージョンがヒット。
「ベイビー・アイム・ユアーズ」はカントリー歌手のジョディ・ミラーやデビー・ブーンがヒットさせた。
- オアシスのノエル・ギャラガーが「オリジナリティーがある」と認めたイギリスの人気ロックバンドアークティック・モンキーズは"Baby I'm Yours"を2006年のシングル『Leave Before the Lights Come On』のＢ面でカバーした。
- 1995年, ルイスの"Baby I'm Yours"はクリント・イーストウッド監督の映画『マディソン郡の橋』で使用された。また2015年にはルイスのバージョンの"Love Makes The World Go Round"がウィル・スミス主演の映画『フォーカス』で、2016年には"Hello Stranger"が、第89回アカデミー賞で作品賞を受賞した『ムーンライト』で、それぞれ使用されている。

Rhythm and Blues Foundationから1999年に「パイオニア賞」を受賞している。

## チャートに載ったシングル
- "Hello Stranger" May 1963 – U.S. #3, U.S. R&B #1 (2 weeks)
- "Straighten Up Your Heart" – August 1963 – U.S. #43; b/w "If You Love Her" – U.S. #131
- "Puppy Love" – January 1964 – U.S. #38; b/w "Snap Your Fingers" December 1963 – U.S. #71
- "Baby I'm Yours" – June 1965 – U.S. #11
- "Make Me Your Baby" – September 1965 – U.S. #11
- "Don't Forget About Me" – January 1966 – U.S. #91
- "Make Me Belong To You" – July 1966 – U.S. #28
- "Baby What Do You Want Me To Do" – October 1966 – U.S. #74
- "I'll Make Him Love Me" – April 1967 – U.S. #72

## その他
- "My Heart Went Do Dat Da"
- "My Mama Told Me"
- "Think A Little Sugar" (flip side of "Hello Stranger")
- "How Can I Say Goodbye"
- "Spend A Little Time"
- "Someday We're Gonna Love Again"
- "Pushin' A Good Thing Too Far"
- ""I Remember The Feeling (flip side of "Baby What Do You Want Me To Do")
- "Thankful For What I Got"
- "Sho' Nuff (It's Got To Be Your Love)"
- "Love Makes The World Go Round" – a cover of a hit by Deon Jackson
- "On Bended Knee"

## 参照
1. ↑  Murrells, Joseph (1978). The Book of Golden Discs (2nd ed.). London: Barrie and Jenkins Ltd. p. 192. ISBN 0-214-20512-6
2. ↑  MANNY FREISER - Tracks In The Sands Of Time - BIO